# Mulvany Berufskolleg Herne
Das Mulvany Berufskolleg Herne (bis 2. Februar 2015: Berufskolleg für Wirtschaft und Verwaltung) ist eine berufsbildende Schule für das Berufsfeld Wirtschaft und Verwaltung in Herne. Es werden etwa 2000 Schüler von rund 100 Lehrkräften in acht vollzeitschulischen, vierzehn teilzeitschulischen Bildungsgängen sowie zwei Bildungsgängen der beruflichen Weiterbildung unterrichtet.

## Geschichte
Am 1. September 1901 stimmte der Magistrat der Stadt Herne der Bitte des Vereins zur Wahrung geschäftlicher Interessen – einer Interessenvertretung der Herner Kaufmannschaft – um logistische und finanzielle Unterstützung bei der Gründung einer Kaufmännischen Fortbildungsschule zu. Ab 1902 wurden zunächst 66 Schüler an vier Abenden pro Woche von sechs Lehrern in Deutsch, kaufmännischem Rechnen, einfacher und doppelter Buchführung sowie Stenographie unterwiesen. Zwar hatte es zuvor schon Versuche zur Initiierung kaufmännischer Schulbildung gegeben, allerdings wurde erst mit diesem Schritt eine bis heute dauernde kontinuierliche Entwicklung begründet.
Im Jahr 1908 wird in Wanne eine kaufmännische Fortbildungsschule für Jungen eingerichtet (zwei Klassen). Die Stadt Herne übernimmt 1911 die bis dahin privat organisierte Kaufmännische Fortbildungsschule und machte deren Besuch für alle männlichen kaufmännischen Lehrlinge aus Kontor und Verkauf zur Pflicht. Die gewerbliche und die kaufmännische Fortbildungsschulen werden 1920 vereinigt.
Aufgrund eines Ministerialerlasses wird die Fortbildungsschule in Herne in 1921 „Kaufmännische Berufsschule“ umbenannt, weil „sie die Schüler in einen neuen, um den Mittelpunkt des Berufes gelagerten Bildungskreis einführt“. Zugleich setzt sich in der Öffentlichkeit ein Eindruck „von der Bedeutung der beruflichen Bildungsidee und vom Werte einer geordneten Berufserziehung“ durch.
Am 1. April 1926 werden erstmals weibliche Verkaufslehrlinge aus Einzelhandelsbetrieben eingeschult. Grund für diese Maßnahme ist die vier Jahre zuvor gewonnene Erkenntnis, dass man „auch diesen jungen Menschen die Möglichkeit geben müsse, ihre berufliche Bildung in Ergänzung der praktischen Lehre zu vertiefen“. 1928 werden in sieben Jungenklassen wurden 197 Schüler, in 18 Mädchenklassen 399 Schülerinnen unterrichtet. Dabei erfolgte der Unterricht zunehmend nach Geschäftszweigen differenziert.
Nach Überwindung der Wirtschaftskrise erholen sich die Schülerzahlen in den 1930er Jahren allmählich. Zugleich hieß die Devise „Leistungssteigerung durch planvolle Berufserziehung“. Dieses Ziel soll vor allem erreicht werden durch die Bildung weiterer Fachklassen und die Einführung der Koedukation, der gemeinsamen Beschulung von Mädchen und Jungen.
In den Kriegsjahren 1939–1945 leidet der Schulbetrieb kriegsbedingten Unterbrechungen, ehe er 1945 ganz eingestellt werden muss. In Wanne-Eickel arbeiten die nach der Stadtgründung vereinigten Berufsschulen bis zum September 1944; die Berufsfachschulen werden bereits ein Jahr zuvor nach Stolp in Pommern (heute Polen) evakuiert.
Im Januar 1946 wird in Herne der Unterricht mit 191 Jungen und 441 Mädchen in 19 Klassen wieder aufgenommen. Raum- und Personalmangel zwingen zu Kompromissen: Immerhin vermag der seit 1946 amtierende Berufsschuldirektor Adolf Henn der Stadt das Volksschulgebäude an der Gräffstraße zu entringen. In Wanne-Eickel verläuft die Entwicklung ähnlich: Im August 1945 beginnen die Vorarbeiten zur Wiedereröffnung der Berufs- und Berufsfachschulen, im Frühjahr 1946 kann der Schulbetrieb eingeschränkt wieder aufgenommen werden. Verfügbar sind zunächst – und das lediglich in den späten Nachmittagsstunden – die Josef-, die Melanchthon- und die Kirchschule, im Verlauf des Jahres kommt die Hildegardisschule hinzu, die dann ab Januar 1947 ganztägig genutzt werden.
Am Westring in Herne entstehen 1954 nacheinander vier Schulneubauten. Der vierte Gebäudetrakt beheimatet die kaufmännischen Berufsschulen. In Wanne-Eickel beziehen die Berufsschulen den eigens errichteten Gebäudekomplex in der Steinstraße, der mit seinen Unterrichts- und Übungsräumen, seinen Küchen, Labors und Demonstrationswerkstätten zu jener Zeit zu den modernsten im Ruhrgebiet zählt. Mit dem Zusammengehen von Herne und Wanne-Eickel zieht später der gesamte kaufmännische Bereich an den Westring. Die Gebäude an der Steinstraße gehören seitdem zum Emschertal-Berufskolleg der Stadt Herne.
Die Personalsituation ist 1966 so angespannt, der damit verbundene Unterrichtsausfall so dramatisch, dass die Ruhr-Nachrichten am 1. Februar einen Artikel überschreiben: „Nur alle zwei Wochen 45 Minuten Rechnen: Die Berufsschule treibt in eine Katastrophe“. In dieser Situation wird die bis dahin bestehende Bündelschule aufgespalten in eine kaufmännische und eine gewerblich-technische und hauswirtschaftliche Schule: Es entstehen die Kaufmännischen Schulen der Stadt Herne. Diese wird Ausbildungsschule des Studienseminars Dortmund, was die Personalsituation entspannt.
1972 wird der notwendig gewordene Erweiterungsbau (E-Trakt) fertiggestellt. Mit der Einrichtung eines gymnasialen Zweigs der Höheren Handelsschule wird 1982 erstmals die Möglichkeit geschaffen, an den Kaufmännischen Schulen das Vollabitur zu erhalten. Der erste Durchgang wird von 19 Schülern erfolgreich abgeschlossen.
Gemeinsam mit der Gemeinnützigen Beschäftigungsgesellschaft der Stadt Herne wurde beim Ministerium für Wirtschaft, Arbeit und Soziales des Landes Nordrhein-Westfalen die Errichtung eines Kooperativen Aus- und Weiterbildungszentrums in räumlicher Anbindung an die Kaufmännischen Schulen beantragt. Die Grundsteinlegung erfolgt 1998, ein Jahr später wird Richtfest gefeiert, und im Dezember 2000 wird das Kooperative Weiterbildungszentrum am Westring offiziell eingeweiht und seiner Bestimmung übergeben.
Die informationstechnologische Wende erreicht 1985 die berufsbildenden Schulen. Die Kaufmännischen Schulen gehören zu den drei berufsbildenden Schulen im Regierungsbezirk Arnsberg, die im Zuge von Lehrerfortbildungsmaßnahmen dazu beitragen, nach Erwerb grundlegender Kenntnisse in den Bereichen Datenverarbeitung und Informatik den Unterricht noch praxisnäher zu gestalten.
Heribert Gathmann wird 1990 nach Manfred Albrecht Schulleiter der Kaufmännischen Schulen. Zeitgleich wurde als Folge der Kommunalreform die kaufmännische Abteilung der Bündelschule in Wanne-Eickel in die Kaufmännischen Schulen der Stadt Herne integriert. Die Neufassung der der Arbeit an berufsbildenden Schulen zugrunde liegenden gesetzlichen Regelungen haben 1998 zur Folge, dass aus den Kaufmännischen Schulen der Stadt Herne das Berufskolleg für Wirtschaft und Verwaltung der Stadt Herne mit gymnasialer Oberstufe wird. Durch die Einrichtung des Bildungsganges Kaufmännische Assistenten/Fremdsprachen wird es möglich ist, einen Schulabschluss (Fachhochschulreife) in Verbindung mit einem Berufsabschluss nach Landesrecht zu erreichen.
Das Weiterbildungszentrum (W-Gebäude) am Westring wird im Jahre 2000 eingeweiht. Das BeKoSch-Projekt wurde begründet: Die „Entwicklung beruflicher Kompetenzen für Schausteller“ ist das Ziel einer Mischung aus Blockunterricht und computerunterstütztem Fernlernen. Das Berufskolleg für Wirtschaft und Verwaltung ist gemeinsam mit dem Emschertal-Berufskolleg federführend an Konzeption und Durchführung beteiligt. Im Dezember legt das Berufskolleg sein Schulprogramm vor, das Konzepte und Zielvorstellungen der weiteren Schulentwicklung in curricularer, pädagogischer, organisatorischer und personeller Hinsicht präsentiert.
Die Europäische Kommission genehmigt 2007 den Antrag für ein E-Learning-Projekt (Lernen mit elektronischen Medien). Projektpartner – u. a. auch die Bezirksregierung Arnsberg – aus fünf europäischen Ländern (Niederlande, Belgien, Dänemark, Bulgarien und Deutschland) werden zukünftig, in enger Zusammenarbeit mit den deutschen Schaustellerverbänden DSB und BSM, ein Blended-Learning-Konzept entwickeln. Unter dem Kürzel ELVET (Electronic Learning for Vocational Education of Travellers/Elektronisches Lernen zur beruflichen Bildung Reisender) soll u. a. ein Lernkonzept für das Internet entwickelt werden.
Das Berufskolleg erhält im Februar 2008 als erste Herner Schule den Titel „Europaschule in NRW“. Am 4. September wird das Berufskolleg im Rahmen des Schulentwicklungspreises „Gute gesunde Schule 2008“ mit der Höchstprämie in Höhe von 12.000 € und am 8. September mit dem Gütesiegel „Individuelle Förderung“ ausgezeichnet. 2009 erfolgt eine weitere Auszeichnung mit dem „Berufswahl-Siegel“.
Ende Januar 2010 wird der langjährige Direktor Heribert Gathmann in den Ruhestand verabschiedet. Am 1. Juni nimmt Elke Vormfenne ihre Tätigkeit als Schulleiterin des Berufskollegs auf. Der Bildungsgang „Fachoberschule 13 (FOS 13)“ wurde eingerichtet.
Die Bildungsgänge FOS 12B und Fachschule für Wirtschaft mit den Ausrichtungen Personalwirtschaft und Fremdsprachen werden 2010 ins Bildungsangebot aufgenommen. Im Rahmen des Bundesprojekts wird dem Berufskolleg für WuV eine Sozialarbeiterin/-pädagogin zur Verfügung gestellt.
Das Berufskolleg für WuV gehört zu den 20 nominierten Schulen für den Deutschen Schulpreis 2011. Der Bildungsgang „Fachoberschule 12 (FOS 12)“ wird genehmigt.
Das Berufskolleg für Wirtschaft und Verwaltung wird 2015 in Mulvany Berufskolleg Herne umbenannt. Namensgeber ist der irische Ingenieur William Thomas Mulvany (1806–1885), der im Ruhrgebiet die Bergwerktechnik modernisierte und als Unternehmer tätig war (Zeche Erin in Castrop-Rauxel).

## Bildungsgänge

### Teilzeitschulische Bildungsgänge

#### Berufsschule (duales System)
Im Bereich der Berufsschule werden Schüler in folgenden Bildungsgängen unterrichtet:
- Bankkauffrau/-mann
- Bürokauffrau/-mann
- Kauffrau/-mann für Bürokommunikation
- Fachlageristen/Fachkräfte für Lagerlogistik
- Industriekauffrau/-mann
- Kauffrau/-mann im Groß- und Außenhandel
- Kauffrau/-mann im Einzelhandel/Verkäufer/in
- Pharmazeutisch-kaufmännische/r Angestellte/r
- Rechtsanwalts- und Notarfachangestellte/r
- Zahnmedizinische/r Fachangestellte/r

#### Klassen für Schüler ohne Ausbildungsverhältnis
Schüler, die keinen Ausbildungsvertrag haben, können in folgenden Bildungsgängen berufliche Erfahrungen sammeln und ggf. ihren Hauptschulabschluss nachholen:

##### Berufliche Qualifizierung durch Dualisierung
Die Schüler dieses Bildungsgangs arbeiten an drei Tagen in der Woche in einem Praktikumsbetrieb und an zwei Tagen nehmen sie am Schulunterricht teil. Im Fach Berufsbezogene Theorie/Fachpraxis entsprechen die Themen den Inhalten des ersten Ausbildungsjahres des Berufes Kaufmann/-frau im Einzelhandel.
In den Bildungsgang BQD kann aufgenommen werden, wer die Vollzeitschulpflicht erfüllt hat. Im Laufe des Schuljahres findet für alle Schüler eine Prüfung der Qualifikationsbausteine I bis IV statt. Wenn die Leistungen in diesen Prüfungen mindestens ausreichend sind, erkennt die IHK diese Qualifikationsbausteine an. Hierdurch ergibt sich die Möglichkeit, eine anschließende Ausbildungszeit zu verkürzen.
Am Ende des Schuljahrs wird ein Abschlusszeugnis erworben, wenn in allen Fächern mindestens ausreichende Leistungen bzw. nur in einem Fach eine mangelhafte Leistung vorgewiesen werden kann.

##### Berufsvorbereitende Bildungsmaßnahmen
Berufseinsteigern und -wiedereinsteigern werden Berufsvorbereitende Bildungsmaßnahmen angeboten.

##### Berufliche Kompetenzen für Schausteller
Die Berufsschulpflicht ist für den Schaustellernachwuchs schwierig, da ihre Ausbildungsstelle zumeist der elterliche Betrieb ist. Wegen dieser besonderen Bedingungen hat das Land NRW in Abstimmung mit den Schaustellerverbänden den Schulversuch „BeKoSch“ (Berufliche Kompetenzen für Schausteller) gestartet und an den Berufskollegs der Stadt Herne ein berufsschulisches Angebot eingerichtet, das als Blockunterricht während der Wintermonate berufsspezifische Inhalte im kaufmännischen sowie gewerblich-technischen Bereich für reisende Jugendliche anbietet. Alle Schulämter erkennen die Lehrgänge in Herne als Berufsschulpflichtzeit an. Hierfür müssen die Jugendlichen in drei Jahren insgesamt zwölf Wochen Blocklehrgänge besuchen, die während der Reisezeit durch Fernlehrgänge ergänzt werden. Die Fernlehrgänge werden internetbasiert per PC als „eLearning“ aufgebaut. Für Schüler, die nicht täglich Anreisen, steht ein sozialpädagogisch begleitetes Schülerinternat der Handelskammer Dortmund zur Verfügung.

### Vollzeitschulische Bildungsgänge
Alle vollzeitschulischen Bildungsgänge vermitteln allgemeinbildende Abschlüsse und berufliche Qualifikationen. Einige Bildungsgänge sind doppelqualifizierend, da sie eine berufliche Ausbildung und den Erwerb von allgemeinbildenden Abschlüssen ermöglichen. So können alle Sekundarstufe I-Abschlüsse (Hauptschulabschluss, Mittlerer Schulabschluss, Qualifikationsvermerk) nachgeholt bzw. allgemeine Abschlüsse der Sekundarstufe II (Fachhochschulreife, Allgemeine Hochschulreife) erworben werden. Die Bildungsgänge unterscheiden sich dementsprechend in Bezug auf die Eingangsvoraussetzungen (erforderlicher Sek. I-Abschluss) und die möglichen Abschlüsse, die am Berufskolleg erreicht werden können. Infolgedessen unterscheidet sich auch die jeweilige Dauer der Bildungsgänge.

#### Handelsschule
Die zweijährige Berufsfachschule können Schüler besuchen, wenn sie die Vollzeitschulpflicht erfüllt haben und den Hauptschulabschluss nach Klasse 9 oder nach Klasse 10 erworben haben.
Wenn das Abschlusszeugnis höchstens eine mangelhafte und keine ungenügende Note ausweist, wird der Abschluss „Berufliche Grundbildung“ erworben. Darüber hinaus wird der „Mittlere Schulabschluss (FOR)“ erreicht, wenn in den Fächern Deutsch/Kommunikation, Englisch und Mathematik im Durchschnitt mindestens ausreichende Leistungen erzielt wurden. Wenn gute oder befriedigende Leistungen in diesen und in drei weiteren Fächern erbracht wurden, wird zusätzlich die Berechtigung zum Besuch der gymnasialen Oberstufe (Q-Vermerk) verliehen.

#### Berufsgrundschuljahr
In das Berufsgrundschuljahr kann aufgenommen werden, wer die Vollzeitschulpflicht erfüllt hat und einen Hauptschulabschluss nach Klasse 9 oder nach Klasse 10 erworben hat.
Wenn das Abschlusszeugnis höchstens eine mangelhafte und keine ungenügende Note ausweist, wird der Abschluss „Berufliche Grundbildung“ erworben. Außerdem wird der „Mittleren Schulabschluss (FOR)“ verliehen, wenn in den Fächern Deutsch/Kommunikation, Englisch und Mathematik im Durchschnitt mindestens befriedigende Leistungen und dabei in maximal einem dieser drei Fächer eine nicht befriedigende Leistung erbracht wurden.

#### Einjährige Berufsfachschule
In die Einjährige Berufsfachschule kann aufgenommen werden, wer über den „Mittleren Schulabschluss (FOR)“ verfügt.
Wenn das Abschlusszeugnis höchstens eine mangelhafte und keine ungenügende Note ausweist, wird der Abschluss „Berufliche Grundbildung“ verliehen.
Wenn in den Fächern Deutsch/Kommunikation, Englisch und Mathematik gute oder in diesen und in drei weiteren Fächern befriedigende Leistungen erlangt werden, wird zu dem bereits erworbenen „Mittleren Schulabschluss“ die Berechtigung zum Besuch der gymnasialen Oberstufe (Q-Vermerk) erworben.

#### Höhere Handelsschule (Zweijährige Berufsfachschule)
In die Unterstufe der Höheren Handelsschule kann aufgenommen werden, wer über den „Mittleren Schulabschluss (FOR)“ verfügt. Mit der Versetzung in die Oberstufe werden „Berufliche Kenntnisse der Stufe I“ bescheinigt. Am Ende des Bildungsganges können folgende Abschlüsse erreicht werden:
Mit Bestehen der Abschlussprüfung in den Fächern Deutsch, Mathematik und Englisch wird der schulische Teil der Fachhochschulreife erworben und mit Bestehen einer weiteren Prüfung im Fach Betriebswirtschaftslehre mit Rechnungswesen oder Informationswirtschaft werden „Berufliche Kenntnisse der Stufe II“ bescheinigt.

#### Kaufmännische Assistenten (Dreijährige Berufsfachschule)
In den Bildungsgang Kaufmännische Assistenten können Schüler aufgenommen werden, die die Vollzeitschulpflicht erfüllt haben und den „Mittleren Schulabschluss (FOR)“ erreicht haben. Das Berufskolleg für WuV bietet drei Schwerpunkte an: Betriebswirtschaft, Fremdsprachen und Informationsverarbeitung. Folgende Abschlüsse können erworben werden: ein Berufsabschluss nach Landesrecht, d. h. eine abgeschlossene schulische Berufsausbildung, sowie die volle Fachhochschulreife. Unter bestimmten Voraussetzungen besteht zudem für die Kaufmännischen Assistenten Fremdsprachen die Möglichkeit zur Teilnahme an IHK-Prüfungen, z. B. zum/zur Fremdsprachenkorrespondenten/-in und zum Groß- und Außenhandelskauffrau/-mann, Fachrichtung Großhandel, sowie für die Kaufmännischen Assistenten Informationsverarbeitung und die Kaufmännischen Assistenten Betriebswirtschaft die Möglichkeit zur Teilnahme an der IHK-Prüfung zur Kauffrau/zum Kaufmann für Bürokommunikation.

#### Wirtschaftsgymnasium
Das Wirtschaftsgymnasium besuchen können Schüler, die den „Mittleren Bildungsabschluss (FORS)“ und die „Berechtigung zum Besuch der gymnasialen Oberstufe (Qualifikationsvermerk)“ erlangt haben oder vorher ein Gymnasium besucht haben und ein Versetzungszeugnis der Klasse 9 mit der Berechtigung zum Besuch der gymnasialen Oberstufe vorweisen können.
Das Wirtschaftsgymnasium führt zur allgemeinen Hochschulreife, die zum Studium berechtigt. Die eigentliche Abiturprüfung umfasst insgesamt vier Fächer. Schriftliche und ggf. mündliche Prüfungen finden in folgenden drei Fächern statt: 1. Leistungskurs (Deutsch, Mathematik oder Englisch), 2. Leistungskurs (Betriebswirtschaftslehre mit Rechnungswesen und Controlling) und 3. Abiturfach (Deutsch, Mathematik oder Englisch als Grundkursfach). Im 4. Abiturfach findet eine mündliche Prüfung in einem gewählten Grundkursfach statt.

#### Fachoberschule
Berufserfahrene Schüler, die über den „Mittleren Bildungsabschluss (FOR)“ und eine Berufsausbildung bzw. langjährige Berufspraxis verfügen, können in der Fachoberschule Klasse 12 (FOS 12 B) in einem Jahr die Fachhochschulreife erwerben. Bei erfolgreichem Abschluss kann anschließend die FOS 13 besucht werden.
Berufserfahrene Schüler und Schüler, die über die Fachhochschulreife und eine Berufsausbildung bzw. langjährige Berufspraxis verfügen, können in einem Jahr in der Fachoberschule Klasse 13 (FOS 13) die Allgemeine Hochschulreife erlangen.

#### Fachschule (Fachrichtung Wirtschaft)
Berufstätigen, die einen Abschluss in einem anerkannten Ausbildungsberuf oder mindestens fünf Jahre Berufserfahrung nachweisen können, bietet die Fachschule für Wirtschaft die Möglichkeit, eine Weiterbildung zur Staatlich geprüften Betriebswirtin bzw. zum Staatlich geprüften Betriebswirt zu absolvieren. Das Berufskolleg für WuV bietet zurzeit die Fachschule für Wirtschaft Fachrichtung Betriebswirtschaft mit Schwerpunkt Personalwirtschaft an. Der Unterricht findet dienstag- und donnerstagabends sowie 14-täglich samstags statt.

## Zertifikate
Am Berufskolleg für Wirtschaft und Verwaltung können folgende Zertifikate erworben werden:
- KMK-Fremdsprachenzertifikat[3]
- DELF / DALF – französische Sprachzertifikate
- NRW-Computerführerschein
- ICDL – Europäischer Computerführerschein

## Schulprofil

### Individuelle Förderung
Das Ministerium für Schule und Weiterbildung des Landes Nordrhein-Westfalen zeichnete am 8. September 2008 das Berufskolleg für WuV mit dem Gütesiegel „Individuelle Förderung“ aus.
Das Beratungskonzept hat die zielorientierte Schullaufbahnberatung, die Beratung bzw. Betreuung bei Problemen im schulischen, persönlichen oder häuslichen Bereich der Lernenden sowie die Studien- und Berufswahlorientierung zum Ziel.
- Halbjährlich stattfindende Schulentwicklungsgespräche zwischen Klassenleitungsteam und jedem Lernenden dienen der Standortbestimmung des Lernenden. Der individuelle Förderbedarf des Lernenden wird auf der Grundlage seiner Stärken und Schwächen ermittelt, entsprechende Ziele werden formuliert und gegebenenfalls auch eine Korrektur der Schullaufbahn vorgenommen.
- Mithilfe des Reflexionsraumkonzepts wird ein systematischer Umgang mit Störungen im Unterricht gewährleistet, die der Erhöhung der Nettounterrichtszeit sowie der Aufdeckung und dem Abbau von individuellen Störfaktoren dient.
- Teilnahme am „Komm mit! - Fördern statt Sitzenbleiben“-Projekt, einer gemeinsamen Initiative des Schulministeriums und von Vertretern von Lehrerorganisationen in Nordrhein-Westfalen.
- Spezielle Förderkonzepte in den Bildungsgängen Berufsgrundschuljahr, Handelsschule und Höhere Handelsschule
- Individualisierte Förderung von Rechtschreibung, Grammatik und Zeichensetzung durch die Zusammenarbeit mit dem Gutschrift-Institut
- Einsatz der E-Learning Plattform Moodle, die die Möglichkeit bietet, Unterrichtsstoff mit Unterstützung der Fachlehrkräfte eigenständig vor- und nachzuarbeiten bzw. zu vertiefen.

### Berufswahlorientierung
Elemente der Berufswahlförderung am Berufskolleg für Wirtschaft und Verwaltung sind:
- Kopplung der Berufswahlorientierung an die Inhalte des Unterrichts
- Praktika als wesentlicher Bestandteil der Berufswahlvorbereitung
- persönliche Betreuung und individuelle Förderung der Schüler durch ausgebildete Beratungslehrer
- Bewerbungstraining im Berufsorientierungsbüro
- Projekte und Veranstaltungen (jährlicher Berufemarkt, Kontakte zu Unternehmen, Schnuppertage an Uni und FH, Betriebsbesichtigungen).

### Europaschule
Im Februar 2008 wurde das Berufskolleg für WuV als erste Schule in Herne mit dem Gütesiegel „Europaschule in NRW“ ausgezeichnet aufgrund der Aktivitäten im Bereich der europäischen Bildung. Arbeitsschwerpunkte sind:
- „Wir lernen Europa kennen“: Studienfahrten, Schüleraustausche mit Polen und Tschechien (Prag), internationale Projekte (Comenius, Leonardo, Mobinardo), Schulpartnerschaften
- Arbeiten in Europa
- Europatage
- Sprachzertifikate und ICDL
- bilingualer Unterricht
- Europasprechstunde
- Kooperation mit außerschulischen Partnern.

### Schulpartnerschaften
- Ceskoslovanská akademie obchodní Dr. Edvarda Beneše, Prag, Tschechien
- I Liceum Ogólnokształcące im Adama Mickiewicza, Olsztyn, Polen
- III Liceum Ogólnokształcące im.St Wyspiańskiego, w Tychach, Polen
- Lycée Mézeray, Argentan, Frankreich
- Gülkent Anadolu Lisesi, Isparta, Türkei
- I.E.S San Cristóbal, Las Palmas de Gran Canaria, Spanien
- EUC Nord (Erhvervsuddannelsescenter Nord), Hjørring, Dänemark

### Gesunde Schule
Aufgrund vielfältiger Aktivitäten in den Bereichen Gesundheitsförderung und Prävention wurde unserer Schule im September 2013 der Schulentwicklungspreis „Gute gesunde Schule 2013“ verliehen. Bereits 2008 wurde das Berufskolleg für WuV im Rahmen des Schulentwicklungspreises „Gute gesunde Schule 2008“ mit dem Siegel „Gute gesunde Schule“ ausgezeichnet.
Die Gesundheitsförderung am Berufskolleg für WuV umfasst:
- Lungen-/Gesundheitstag: Am jährlich durchgeführten Lungentag geht es um das Thema Raucherentwöhnung. Am Gesundheitstag finden Aktionen um das Thema Gesundheit statt: Informationsstände und Aktionen (Sehtest, Körperfettmessung) verschiedener Krankenkassen einschließlich der Möglichkeit zur eingehenden Ernährungsberatung, Gesprächsmöglichkeiten mit kooperierenden Beratungsstellen, sportliche Aktivitäten (Gesundheitslauf, Fitnesstest, Steppaerobic, Lungensport), Wanderausstellung der Apothekerkammer.
- Beratungskonzept mit Beratung bei persönlichen und familiären Problemen, bei Lern- und Leistungsschwierigkeiten, bei Fragen zur Schullaufbahn oder der Androhung von Ordnungsmaßnahmen, bei Fragen der Gesundheitsfürsorge und Sucht bzw. Suchtvorbeugung sowie Konfliktmanagement im Schulalltag (Kollegiale Fallberatung).
- Ersthelferausbildung durch das Deutsche Rote Kreuz: 42 Lehrkräfte wurden als Ersthelfer in medizinischen Notfällen ausgebildet.
- halbjährliche Blutspendenaktion des Deutschen Roten Kreuzes mit steigenden Spenderzahlen
- ergonomische Gestaltung der PC-Räume
- Projekt Lebensraum Schule mit dem Ziel der Verbesserung der Aufenthalts- und Lebensqualität in der Schule
- Fußball-, Volleyball- und Tischtennis-AG für Schüler sowie Lehrkräfte.

### Schule ohne Rassismus – Schule mit Courage
Im Jahr 2008 haben sich Schüler und Lehrer gegen Rassismus und für die Teilnahme am Projekt „Schule ohne Rassismus – Schule mit Courage“ ausgesprochen, das ein europaweites schulformübergreifendes Projekt von und für Schüler, die gegen alle Formen von Diskriminierung aktiv vorgehen und einen Beitrag zu einer gewaltfreien, demokratischen Gesellschaft leisten wollen, ist.

## Lage und Gebäude

### Lage
Der Schulstandort liegt gegenüber dem Herner Bahnhof.

### Architektur und Gebäude
Seit 2002 steht das Schulgebäude des Berufskollegs für Wirtschaft und Verwaltung (Trakt D und teilweise C) und des Emschertal-Berufskollegs (Trakt A, B und teilweise C) in der Liste der Baudenkmäler der Stadt Herne.
Die Gebäude wurden als erste Schulen zwischen 1951 und 1955 an der damaligen Moltkestraße (heute Westring) errichtet. Es folgten ein Erweiterungsbau im Jahre 1971 (E-Trakt) und der Bau des Weiterbildungszentrums (W-Trakt), der seit 2000 während der Schulzeiten vom Berufskolleg für WuV genutzt wird.
Das ca. 175 m lange Schulgebäude erstreckt sich mit seinen Zwischentrakten parallel zum Westring und wurde auf dem Gelände des ehemaligen Sportplatzes „Germania“ errichtet.
Der Schulkomplex war eingebettet in eine breite Grünzone, die die Innenstadt mit dem grünen Umland verband. Die Grünflächen (teils mit nierenförmigem Grundriss) vor als auch hinter der Schule wurden mit zunehmender Motorisierung (Ausbau der Moltkestraße zum vierspurigen Westring und Lehrerparkplätze) stark beschnitten.
Das Gebäude wird durch vier Hauptgebäude (A bis D-Trakt) und drei Mitteltrakte, die diese miteinander verbinden, gegliedert. Repräsentative Freitreppen führen in die vier Hauptgebäude, die mit gläsernen Giebelseiten zum Westring ausgerichtet sind. Ihre geringe Geschosszahl ist zweigeschossig zum Westring, dreigeschossig zu den Schulhöfen. Durch die städtischen Architekten Kurt Hubert Vieth und Hermann Haase-Kiewning sind die Unterrichtsräume vor den Belästigungen des damals zu erwartenden Verkehrsaufkommens abgeschirmt. Die Stellung der vier Hauptgebäude mit ihrer Giebelseite zur Straße ermöglicht auch eine Aufteilung der dahinter liegenden Fläche zu drei übersichtlichen Schulhöfen, die der Vermassung entgegentreten. Dennoch sind die Schulhöfe mit einem Fuß- und Fahrweg untereinander verbunden.
Mit der giebelseitigen Ausrichtung der Hauptgebäude zur Straße wurde die für Industriestädte so typische Blockrandbebauung der Vorkriegszeit überwunden und eine aufgelockerte Bebauung mit viel Grün zwischen den Gebäuden favorisiert. Die Mitteltrakte erinnern mit ihren kleinen Fenstern noch an eine geschlossene Randbebauung.
Die Architektur besticht durch ihre Kombination aus Moderne und Tradition. Modern ist die Verwendung der Baumaterialien Stahl, Glas und Beton, die offen zur Schau gestellt werden. Getragen und gegliedert wird der Gebäudekomplex von einem Stahlbetonskelett, dem das Raster als Stilelement zugrunde liegt (Rasterarchitektur). Die Stahlskelettbauweise mit ihren ausgemauerten Gefachen steht für den Übergang der handwerklichen zur industriellen Baufertigung. Die Rasterarchitektur findet durch traditionalistische Bau- und Stilelemente eine gewollte Spannung: die niedriggeschossige Bauweise, die Verwendung von heimischen und regionalen Baumaterialien wie den Klinkerwänden und dem Naturstein als Bodenbelag in den Zwischentrakten sowie Tuffsteinplatten an den Fassaden. In der hofseitigen Pausenhalle des Gebäudes D schlängelt sich auf einer mit Glasmosaiken verkleideten Säule eine Schlange. Die mäandrierenden Formen der Schlange werden in dem Treppengeländer des gesamten Gebäudekomplexes wieder aufgenommen.

### Ausstattung
Das Berufskolleg für WuV verfügt über 63 Klassenräume an den zwei Standorten Westring, Manteuffelstr. Ab dem Schuljahr 2012/2013 wird der Standort Manteuffelstraße geschlossen und es werden weitere Klassenräume im C-Trakt übernommen. Das Berufskolleg für WuV verfügt über PC-Arbeitsplätze. Mehrere Räume sind mit Beamern sowie Smartboards ausgestattet. Im Selbstlernzentrum können Schüler selbstständig an PC-Arbeitsplätzen lernen. Im Berufsorientierungsbüro (BOB) haben die Schüler die Möglichkeit, sich über den Unterricht hinaus mit dem Thema Berufswahlorientierung auseinanderzusetzen.
Spezielle Fachräume gibt es für die Bildungsgänge Kauffrau/-mann im Einzelhandel/Verkäufer (Warenverkaufskunderaum), Fachlagerist bzw. Fachkraft für Lagerlogistik (Lager), Pharmazeutisch-Kaufmännische Angestellte (Apotheke), Zahnmedizinische Fachangestellte (Zahnarztpraxis). Neu eingerichtet wurde ein MINT-Raum für die Fächer Mathematik, Informatik, Naturwissenschaften und Technik. Der Sportunterricht findet in den angrenzenden Sporthallen „Westring“ und „Harpener Weg“ statt. In der Cafeteria stehen den Schüler möblierte Aufenthaltsbereiche zur Verfügung.

## Förderverein
Der Förderverein ist ein Zusammenschluss von Ausbildungsbetrieben, Eltern und Lehrern, die die Qualität berufsschulischer Aus- und Weiterbildung unter anderem durch finanzielle Unterstützung schulischer Aktivitäten fördern wollen. Der Förderverein hat rund 80 Mitglieder.